# Rospiggar
Rospiggar är en svensk komedifilm från 1942 baserad på Albert Engströms berättelser Gråsälen, Isaksons död och Broder Karlsson samt novellen Skärgårdsoriginal.

## Handling
Efraims bror är död och när han läser broderns testamente framkommer det att det är till förmån till en okänd son. Efraim gömmer testamentet och väljer att hålla tyst. På våren efter dödsfallet åker han till Stockholm för att anställa en dräng och för att hitta sonen. Han lyckas anställa sonen utan att säga något för att först kunna se vad han duger till.

## Inspelningsplatser
- AB Sandrew-Ateljéerna, 18 maj - 27 juli 1942
- Simpnäs, Björkö, 20 april 1942
- Grisslehamn, 15 juni - 7 juli 1942
- Skeppsbron, 22 maj 1942
- Jungfrugatan, 26 maj 1942
- Strandvägen, 5 juli 1942

## Om filmen
Filmen är tillåten från 15 år och hade premiär den 3 september 1942. Den har även visats på SVT.

## Rollista
- Sigurd Wallén - Efraim Österman
- Emil Fjellström - Mandus Karlsson
- Gull Natorp - mor Stava, Mandus hustru
- Viran Rydkvist - Lovisa, Efraims syster
- Birgit Tengroth - Anna, fosterdotter till Efraims bror August
- Karl-Arne Holmsten - Karl-Erik Olovsson
- Åke Grönberg - Gurra, Karl-Eriks kamrat
- John Botvid - Norström, "skobekarn", skomakare
- Georg Skarstedt - Broder Johansson, kolportör
- Axel Högel - Tullarn
- Carl Ström - skeppar Westerman
- Artur Cederborgh - kyrkoherden

### Ej krediterade
- Ernst Brunman - gubbe i skärgårdsbåtens försalong
- Albin Erlandzon - gubbe i skärgårdsbåtens försalong
- Gudrun Moberg - Bojan
- Greta Forsgren - Vivi
- Carl Deurell - skärgårdsgubbe vid nätfärgningen
- Nils Hultgren - tjänsteman på Hedvig Eleonora församlings pastorsexpedition
- John Ericsson - tjänsteman vid Oscars församlings pastorsexpedition
- Millan Fjellström - Alma, skärgårdskäring på midsommardansen
- Karin Högel - skärgårdskäring
- Gertrud Danielsson - servitris på skärgårdsbåten
- Marta Toren - ung gäst på krogen Atlantic

### Bortklippt i den slutliga filmen
- John Melin - skärgårdsgubbe

## Musik i filmen
- Calle Schewens vals, musik Evert Taube, instrumental
- Rospiggar, musik Jules Sylvain instrumental
- Allt under himmelens fäste, sång Birgit Tengroth
- Finns det flickor, ja då finns det kyssar, musik Jules Sylvain, instrumental
- Den blå färgen, text Carl Gustaf Wadström, Albert Engström, sång Sigurd Wallén
- Skärgårdsflirt, musik Jules Sylvain, instrumental
- Johan på Snippen, musik Gaston René Wahlberg, instrumental
- Sjösalavals, musik Evert Taube, instrumental
- Polka, musik Jules Sylvain, instrumental